# ジェームズ・フォレスト
ジェームズ・フォレスト（James Forrest, 1991年7月7日 - ）は、スコットランド・プレストウィック出身の同国代表サッカー選手。スコティッシュ・プレミアシップのセルティックFC所属。ポジションはミッドフィールダー。
2003年にセルティックFCの下部組織に入団し、2009-10シーズンに同クラブのトップチームからプロ初出場を飾る。それから程なく、スコットランド期待の若手の1人として、セルティックのジミー・ジョンストンやレンジャーズFCのウィリー・ヘンダーソンと比較されており、2011年11月にスコットランドサッカー協会のマルク・ヴォッテパフォーマンスディレクターから、スコットランドサッカー界における闇の中の光と評される。スコットランド代表としては、各世代でプレーし、U-19代表で13試合2得点、U-21代表で4試合を記録した後、2011年5月29日のアイルランド戦でA代表初出場を飾った。

## 経歴

### 幼少期
少年時代はサッカー以外にもテニスに親しみ、一時期はプロ選手も夢見、地元のテニスクラブから接触があったものの、最終的にサッカーに本腰を入れる為に拒否した。

### クラブ

#### セルティック

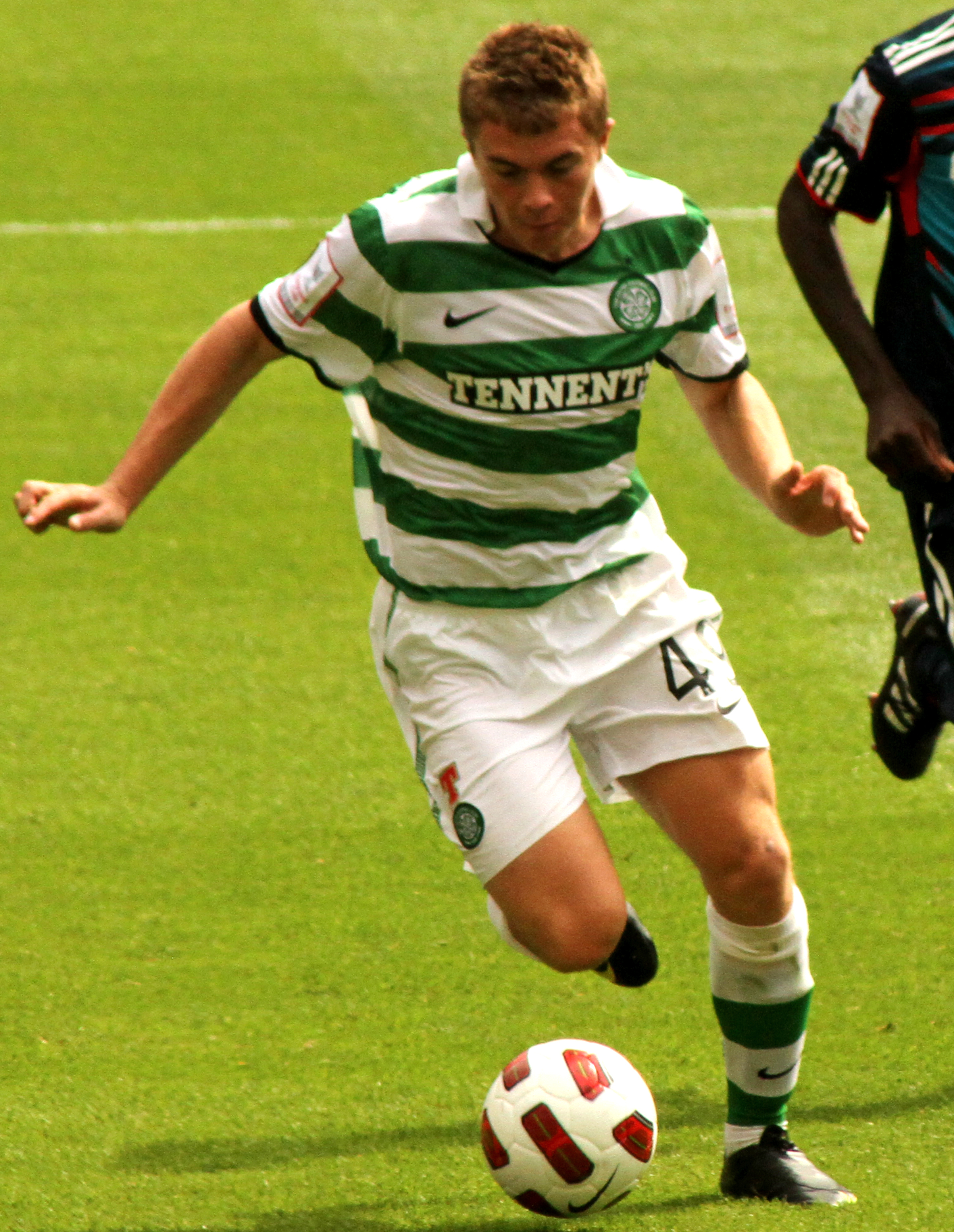
セルティックFCでプレーするフォレスト (2010年7月)

サウスエア・ボーイズクラブ (South Ayr Boys Club) でキャリアを開始し、様々なカテゴリーでプレーして活躍しているところをキルマーノックFC、エア・ユナイテッドFC、レンジャーズFCといった様々なクラブから興味を示され、最終的に13歳の時にセルティックFCの下部組織に入団する。
2009年8月30日に初プロ契約となる4年契約を締結。2010年5月1日のマザーウェルFC戦において、エイダン・マクギーディとの交代で後半から初出場を飾ると、6分後にプロ初得点を記録した。2010年7月には、UEFAチャンピオンズリーグ 2010-11予選のSCブラガ戦で欧州カップ戦初出場を果たした。プロ初出場以降、出場機会は限定されていたが、ブラガ戦から数日後に行われたオリンピック・リヨンとのエミレーツ・カップでマン・オブ・ザ・マッチに選出されると、次のセント・ミレンFCとのリーグ戦で得点を挙げており、以後も好調さを維持させた結果、晴れて2010年8月度の月間最優秀若手選手賞に輝き、2011年1月28日には新たに5年契約を締結することに成功した。5月21日、マザーウェルとのスコティッシュカップ決勝戦でクリス・コモンズとの交代で後半から途中出場し、自身初のタイトルを獲得した。
2011-12シーズンは、チームの主将スコット・ブラウンに下部組織出身選手としてはマクギーディ以来となる最高の選手と称賛されたように飛躍のシーズンとなった。まず、2011年9月に月間最優秀若手選手賞を受賞する。10月26日のハイバーニアンFCとのスコティッシュリーグカップ準々決勝では、1点を追いかける中で同点ゴールを挙げると、更に追加点を挙げて勝利に導くパフォーマンスを披露。それらの活躍にプレミアリーグ (イングランド1部) のトッテナム・ホットスパーFCからスカウトが視察に訪れるなど注目の的となっており、これに、スコットランドサッカー協会のマルク・ヴォッテパフォーマンスディレクターから、スコットランドサッカー界における闇の中の光と評され、更にフォレストのような選手が多く輩出された場合、スコットランドより人口が少ないにもかかわらず、2010 FIFAワールドカップ準決勝進出し、FIFAランキングで4位に付けているウルグアイ代表のようになる可能性があると称賛された。その後、11月に同シーズンで2度目となる月間最優秀若手選手賞を受賞、2012年1月には、FIFAによる2012年の注目若手選手13人の1人に選出された。そして、最終的に同シーズンは、自身2度目の主要タイトルとなるリーグ優勝を果たすと共にスコットランドPFA年間最優秀若手選手賞とスコットランド・サッカー記者協会年間最優秀若手選手賞に輝いた。以後のシーズンは定期的な負傷に悩まされ、満足いく出場機会は得ていない。

### 代表歴
U-16代表を経て、2008年10月10日に行われたUEFA U-19欧州選手権のアゼルバイジャン戦でU-19代表として初出場を飾る。2010年8月には、U-21代表に初招集され、9月7日のオーストリア戦で途中出場から89分にクリス・マグワイアの決勝点をアシストした。
2011年5月27日、ウェールズ代表とアイルランド代表と共に行うネイションズカップへ向け、クレイグ・レヴェイン監督によってスコットランドA代表に初招集され、5月29日のアイルランド戦で初出場を飾った。2011年12月22日には、ロンドンオリンピックへ向けたグレートブリテン代表に招集されているが、最終的に自身を含むスコットランド人選手が選出されることはなかった。
2018年11月17日、UEFAネーションズリーグのアルバニア戦で代表初ゴールを含む2ゴールを決め、4-0の勝利に貢献した。3日後の同イスラエル戦ではハットトリックを達成し、3-2の勝利に貢献した。
UEFA EURO 2024に選出

## 個人成績

### クラブでの出場記録
出典:
| クラブ           | シーズン         | 国内リーグ                     | 国内リーグ | 国内リーグ | カップ | カップ | リーグカップ | リーグカップ | 国際大会 | 国際大会 | 合計 | 合計 |
| クラブ           | シーズン         | 所属リーグ                     | 出場       | 得点       | 出場   | 得点   | 出場         | 得点         | 出場     | 得点     | 出場 | 得点 |
| ---------------- | ---------------- | ------------------------------ | ---------- | ---------- | ------ | ------ | ------------ | ------------ | -------- | -------- | ---- | ---- |
| セルティック     | 2009-10          | スコティッシュ・プレミアシップ | 2          | 1          | 0      | 0      | 0            | 0            | 0        | 0        | 2    | 1    |
| セルティック     | 2010-11          | スコティッシュ・プレミアシップ | 19         | 3          | 3      | 0      | 0            | 0            | 3        | 0        | 25   | 3    |
| セルティック     | 2011-12          | スコティッシュ・プレミアシップ | 29         | 7          | 2      | 0      | 4            | 2            | 8        | 0        | 43   | 9    |
| セルティック     | 2012-13          | スコティッシュ・プレミアシップ | 15         | 3          | 4      | 1      | 1            | 0            | 9        | 0        | 29   | 4    |
| セルティック     | 2013-14          | スコティッシュ・プレミアシップ | 16         | 4          | 1      | 0      | 0            | 0            | 10       | 3        | 27   | 7    |
| セルティック     | 2014-15          | スコティッシュ・プレミアシップ | 19         | 3          | 5      | 0      | 2            | 1            | 3        | 0        | 29   | 4    |
| セルティック     | 合計             | 合計                           | 100        | 21         | 15     | 1      | 7            | 3            | 33       | 3        | 155  | 28   |
| キャリア通算成績 | キャリア通算成績 | キャリア通算成績               | 100        | 21         | 15     | 1      | 7            | 3            | 33       | 3        | 155  | 28   |

### 代表での成績
出典:
| スコットランド代表 | スコットランド代表 | スコットランド代表 |
| 年                 | 出場               | 得点               |
| ------------------ | ------------------ | ------------------ |
| 2011               | 4                  | 0                  |
| 2012               | 3                  | 0                  |
| 2013               | 2                  | 0                  |
| 2015               | 4                  | 0                  |
| 2016               | 3                  | 0                  |
| 2017               | 5                  | 0                  |
| 2018               | 5                  | 5                  |
| 2019               | 8                  | 0                  |
| 2020               | 1                  | 0                  |
| 2021               | 3                  | 0                  |
| Total              | 38                 | 5                  |

| # | 開催日         | 会場                       | 対戦国     | 得点 | 結果 | 大会                          |
| - | -------------- | -------------------------- | ---------- | ---- | ---- | ----------------------------- |
| 1 | 2018年11月17日 | ロロ・ボリーチ・スタジアム | アルバニア | 3–0  | 4–0  | UEFAネーションズリーグ2018-19 |
| 2 | 2018年11月17日 | ロロ・ボリーチ・スタジアム | アルバニア | 4–0  | 4–0  | UEFAネーションズリーグ2018-19 |
| 3 | 2018年11月20日 | ハムデン・パーク           | イスラエル | 1–1  | 3–2  | UEFAネーションズリーグ2018-19 |
| 4 | 2018年11月20日 | ハムデン・パーク           | イスラエル | 2–1  | 3–2  | UEFAネーションズリーグ2018-19 |
| 5 | 2018年11月20日 | ハムデン・パーク           | イスラエル | 3–1  | 3–2  | UEFAネーションズリーグ2018-19 |

## タイトル

### クラブ
セルティックFC
- U-19スコティッシュ・プレミアリーグ（英語版）: 2009-10
- スコティッシュ・ユースカップ（英語版）: 2009-10
- スコティッシュリーグカップ : 2014-15, 2016-17, 2017-18
- スコティッシュ・プレミアシップ : 2011-12, 2012-13, 2013-14, 2014-15, 2015-16, 2016-17, 2017-18
- スコティッシュカップ : 2010-11, 2012-13, 2016-17, 2017-18

### 個人
- スコットランドPFA年間最優秀若手選手賞（英語版）: 2011-12
- スコットランド・サッカー記者協会年間最優秀若手選手賞（英語版）: 2011-12
- スコティッシュ・プレミアリーグ年間最優秀若手選手賞（英語版）: 2011-12[36]
- スコットランドPFA年間ベストイレブン（英語版）: 2011-12
- スコティッシュ・プレミアリーグ月間最優秀若手選手賞（英語版）: 2010年8月度, 2011年9月度, 2011年11月度